# 治理
治理或管治（Governance）一詞意思跟「統轄」、「管轄」、「統治」略近。在政治學領域，通常指国家治理，即政府如何運用治權，來管理國家、人民和領土，以達到延續國祚和讓國家發展的目的。
在商业领域，又延伸到公司治理（corporate governance），指公司等組織中的管理方式和制度等。

## 概述
治理（Governance），指的是“一切治理的过程，不论是由政府、市场或网络来执行，针对的是家庭、部落、正式組織、非正式组织或区域，經由法律、規範、权力或语言實行的”。它与寻求行为规定、权力赋予、表现判定的过程和决策相关。
一般而言，治理以三大类方式发生{ 
{cn}}：
1. 借助涉及公私合作夥伴關係的网络，或者通过社区组织的合作；
2. 借助市场机制的作用，當中競爭的市場原則可以在政府規管下運作，起到分配资源的作用；
3. 借助自上而下的方法，這主要涉及政府和地区官僚机构。

“治理”有別於“政府”之處：“治理”是能再現出一個正式或非正式组织的該些具体行为。如果这个组织是正式的，治理主要是关于相关的“管理機構”应该做什么。如果这个组织是非正式的，例如是市场，治理主要是关于引导相关活動的规则和规范。组织不论是一个地缘政治实体（民族國家），一个公司实体（商业实体），社会-政治实体（酋邦、部落、家庭等等），或是一个非正式的，它的规则和决策都是透過其治理而得以产生、维持和受规范的。

## 词源
和“政府”的英文单词government一样，治理governance一词在根源上也是来源于希腊词汇κυβερνάω [kubernáo]，意思是驾驶，这个隐喻式的涵义是由柏拉图首先使用的。但在這種意義上，治理这一术语直到1990年代才被经济学家和政治科学家重新创造，并由联合国、世界货币组织和世界银行等机构傳播开来。

## 不同的用法
治理是一个非常广泛的概念，可以指组织机构的所有行为。同樣地，这種廣泛性意味著，治理一詞通常會被更狹窄地定義，来指与某類组织相联系的、一个特定“層次”的治理（包括公共治理、全球治理、非盈利治理、公司治理和项目治理）；与某種活動或结果相关的一个特定“領域”的治理（包括環境治理、互聯網治理和資訊科技治理）；或是治理的一种特定“模式”，通常源于一个实证或规范理论（包括监管治理、参与式治理、多层次治理、元治理和协作治理）。治理不仅可以被用来描述这些多元化的課题，还可以用来为他们界定规范的或实际的議程。公平治理或良善治理的规范概念在公共的、自愿的和私人部门的组织中都很常见。

### 治理作為过程
在最抽象的意義上，治理是一個理论性概念，是指使稳定的实践和组织得以建立及延续的行動和过程。这些行動和过程可以是在任意规模的正式或非正式组织中运行的，也可能出于各种目的，不管是善意的或邪恶的，盈利或非盈利的。从这个角度理解治理的話，可以将这个概念应用于國家、法人團體、非營利組織、非政府组织、合伙关系和其他协会、项目组，以及参与到某种特定目標行动的任意数量的人。
治理作为过程的大多数理论是由新古典经济学而來。这些理论建立演绎模型，基于现代经济学的假设，去展示理性行为者如何建立和维持正式组织，包括公司和政府，以及非正式组织，例如网络和对普通人的管理实践。这些理论中有不少都利用了交易成本经济学。

### 公共治理
注意治理和政治兩個概念之间的区别是有需要的。政治涉及这样的过程：一群人（可能有着不同的观点和利益）达成共同的决定，這些決定通常被視为對这个群体有約束力，并作为共同政策实施。另一方面，治理所關注的是管理的行政和过程导向的因素，而不是它對抗性的一面。这样的說法即是继续假设“政治”和“行政”之间的传统區分的可能性。当代的治理实践和理论有时会质疑这种区别，並假定“治理”和“政治”两者均涉及权力的各個方面。

### 私人治理
私人治理发生在当非政府实体，包括私人组织、争议仲裁机构，或是其他第三方组织，制定对“更廣大公众的生活质量和机会”有约束作用的规则和/或标准的时候。简单的说，是私人实体—而不是公共实体—制定公共政策。“公共政策”这一术语不应该仅仅被連繫到政府制定的政策。公共政策可能由私人部门或公共部门创建。如果想仅仅指代由政府制定的公共政策，最好使用术语“政府政策”，来避免在政策制定者上的歧義。

### 全球治理
全球治理，是“国家、市场、市民和组织（跨政府組織和非政府組織）之间的，正式和非正式机构、机制、关系和过程的複合体，藉此使全球層面上的共同利益被明確表述，权利和义务得到确立，差异得到调和”。跟“治理”的传统意義有所对比的是，有的作者如James Rosenau采用“全球治理”这一术语来指代在缺少一个支配一切的政治实体的前提下，相互依赖的关系的规则。说明这一点的最好的例子是跨国组织或独立国家之间的关系。但这个术语可以将一组自由的相等的需要来形成一种规则的关系。

### 文化治理
文化治理是以文化進行政治與社會、經濟的調節。它包括政府制定的文化政策，但也包括受非國家行為者所倡議而影響的文化和間接影響文化的政策。

### 非盈利治理
非盈利治理主要聚焦于理事会（有时叫做董事——这兩个术语是可互换的）具有的受托责任，关于对明确的公共信托的权力的行使，這被认为存在于组织的使命和组织服務的那些对象之间。

### 公司治理
公司组织经常使用“治理”一词来描述以下二者：
1. 董事会或類似架構管理一个法人團體的行為；
2. 应用于上述管理的法律和习惯（规则）。

公司治理包括的是，那些影响著人们管理、治理或控制一个法人團體的方式的，由过程、习惯、政策、法律和机构組成的集合。公司治理也包括许多相关的参与者（持份者）和公司目标之间的关系。重要参与者包括股东、管理层和董事会。一般来说其他利益相关者包括雇员、供应商、顾客、银行和其他贷方、监管者、环境和社群。
第一次有记录的使用“公司治理”（corporate governance）一词的是Richard Eells (1960, pg. 108)，来表达“公司政治的结构和功能”。“公司管理”（corporate government）概念自身则更老一些，在20世纪初期的财务教科書上已经被使用 (Becht, Bolton, Röell 2004)。

### 项目治理
治理这一术语在工业中（特别是在信息技术（IT）部门）用来描述为了实现一个成功的项目所需要存在的过程。

### 信息技术治理
IT治理主要处理業務重點和IT管理之间的联系。清晰治理的目标是确保在IT中的投资能产生商业價值，以及缓和与IT项目有关的风险。

### 监管治理
监管治理反映了去中心化和相互适应的政策體制的出現，這些政策體制依赖于規管，而不是服務供給或税收和支出。这个术语捕捉了政策體制采用被授權的規則系统来处理复杂性此一趋势。监管治理較常出现在鬥爭場所和国家，這些更加复杂、更全球化、竞争更激烈，且更加自由民主的情況。一方面，这个术语建立在术语“监管型国家”之上，并进行延伸，另一方面建立在“治理”之上。尽管术语“监管型国家”在本地和全球层次上將非政府行为者（非政府组织和企业）置於邊緣地位，术语“治理”亦將監管歸为治理的制定工具。术语“监管型治理”因此允许我们理解超越国家的治理，以及通过監管的治理。

### 参与式治理
参与式治理聚焦于深化民主参与，通过市民一道参与到政府的治理过程中。这种观点认为，市民应该在公共决策制定中辦演一个更加直接的角色，或至少更深入的参与到政治问题中。政府官员也应该响应这种类型的参与。在实践中，参与式治理能够补充市民作为投票人的角色，或通过更直接的参与形式做好“看门狗”。

### 元治理
“元治理”一般被定义为“管理的管理”。它代表了形塑或引导整个管理过程的、已確立的道德原则或“规范”。值得注意的是，對於元治理发生的环境并没有清晰定义，也沒有某些特定的人需要对其负责。尽管一些人认为元治理是由國家行使的角色，假設應引导行为者通向一个特定方向，然而它能“潜在的被任何有资源的行为者行使”，这些行为者希望影响管理过程。这样的例子包括在跨国政府的最高层次公布行为守则，媒体聚焦社会文化层次的特定議題。尽管他们的渠道不同，两者都是试图以这样一种方式建立价值，使得他们变成被接受的“規範”。“規範”可以在任何层次上被建立，然后可以用来形塑治理过程整体，这样一个事实意味着元治理同時是管理系统输入和输出的组成部分。

## 治理作为一个规范的概念

### 公平治理
当在特定的组织中讨论治理时，这个组织的治理质量经常会拿来和良善治理的标准进行对比。例如在一个企业或非盈利组织的案例中，与良善治理相關的可能是一致的管理，统一的政策，某一責任區的指导、过程和决策权，以及合适的监管和可問責性。
公平治理意味着机制以这样的方式运行，允许执行者（“代理”）以民主的精神尊重利益相关者（“负责人”）的权利和利益。

### 良善治理
良善治理(英語：Good Governance)，是一个用于跨国发展文献中的模糊术语，用来描述公共机构应该如何执行公共事务和管理公共资源的多种规范判斷。这些规范判斷通常經以下原因来正當化，它们被認為是有助于经济目的的实现，例如消除贫困和经济成功发展。不意外地，不同的组织对治理和良善治理都有着不同的定义，以促进不同的规范目的。
世界银行对治理的定义是：
在管理一国用于发展的经济及社会资源时，行使权力的方式。
世界银行的全球治理指标项目对治理的定义是：
在一个国家中权威所借助行使的传统和组织。
這考虑了选择、监督和替换政府的过程，有效规划、实施合理政策、对市民的尊重、管理经济和社会互动的机构状态的政府能力。
一个替代的定义将治理视为：
机构、权力结构以至合作的運用，来分配资源，协调或控制社会或经济中的活動。
根据联合国开发计划署针对拉丁美洲当地治理的区域项目：
治理一直被定义为政治系统解决行为者之间矛盾和採取决策（合法性）的规则。它也被用来描述“机构的合适职能以及公众對它們的認受”（正当性）。且它一直被用来援引政府的功效、通过民主形式（参与）达成的一致。
根据治理分析框架（GAF），治理能用更广阔的术语定义。指的是“参与到共同问题中的行为者之间的互动和决策制定之過程，致使社会准则和机构的创造、强化或再生产”。治理过程在任何社会都能找到，且可以从一個非规范角度——GAF进行分析。
这种方法基于五个分析工具：问题、行为者、社会规范、过程和节点。GAF是基于现有治理的方法的批判，在研究项目NCCR North-South的背景下发展出来的。

### 测量治理
在近十年，在研究和国际发展社群中已经付出一些努力，以在世界范围内评价和衡量治理质量。
衡量治理本质上是有争议的政治行为。因此在外部评价、同行评价和自我评价上有差别。外部评价的例子有捐赠评价或国际非政府组织制定的比较指数。同行评价的例子是非洲同行评价机制。自我评价的例子是国家导向评价，在国家层面上由政府、公民社会、研究者和/或其他的利益相关者领导。
创造一个国际间可比较的治理测量的努力之一，以及一个外部评价的例子，是世界治理指标项目，由世界银行和世界银行学院成员开发。这个项目从治理的六个维度报告了超过200个国家的总计的和单个的指标：发言权和可問責性，政治稳定性和暴力事件稀有性，政府效率，监管质量，法治，腐败控制。为了補充这个宏观层面的跨国世界治理指标，世界银行学院开发了世界银行治理调查，作为国家层面的治理评估工具，在微观或次国家层面上运行，使用从一国自身国民、商业人士以及政府部门工作人员中搜集来的信息，来診断治理的脆弱處，并对打击腐败提出对应方法。
一个新的政府治理指数（WGI）亦已开发，并通过公众参与来加以改进。以下方面，以指标和复合索引的方式，被选择来实现WGI的发展：和平和安全，法治，人权和参与，可持续发展和人类发展。
此外，2009年Bertelsmann基金公布了可持续治理指数（SGI），该指数系统地测度了OECD国家改革的必要性和改革的能力。该项目测量了在多大程度上政府能够识别、规划和完成有效改革，促使社会更好的适应未来挑战，确保他们的未来生存能力。
国家导向评估的例子包括“印尼民主指数 （页面存档备份，存于）”，“千禧年发展目标9：蒙古的人权和民主治理 （页面存档备份，存于）”以及“不丹国家幸福指数总值 （页面存档备份，存于）”。

## 政府所在地
“政府所在地”在Brewer's Politics一書中定义为“一个政府行使其权利時所在的建筑物，建筑物综合体或城市”。政府所在地通常位于首都。在一些国家，政府所在地跟首都不同，如在荷兰，海牙是政府所在地，阿姆斯特丹是法律上的首都。大多数情况下是同一个城市，例如莫斯科是俄罗斯的首都和政府所在地。在英国，政府所在地是伦敦，即其首都，但更具体的说则是西敏市。

### 引用
1. ↑  Bevir, Mark. . Oxford, UK: Oxford University Press. 2013.
2. ↑  see document on etymology prepared by the European Commission at http://ec.europa.eu/governance/docs/doc5_fr.pdf （页面存档备份，存于）
3. ↑  Thakur, Ramesh; Van Langenhove, Luk. . Global Governance. 2006, 12 (3 July, September): 233–40. doi:10.1163/19426720-01203002. The complex of formal and informal institutions, mechanisms, relationships, and processes between and among states, markets, citizens and organizations, both inter- and non-governmental, through which collective interests on the global plane are articulated, rights and obligations are established, and differences are mediated
4. ↑  James N. Rosenau, "Toward an Ontology for Global Governance", in Martin Hewson and Thomas Sinclair, eds., Approaches to Global Governance Theory, SUNY Press, Albany, 1999.
5. ↑  BoardSource's The Handbook of NonProfit Governance, Jossey-Bass, 2010, p.15.
6. ↑  Smallwood, Deb. . Tech Decision CIO Insights. March 2009. （原始内容存档于2010-11-23）.
7. ↑  David Levi-Faur, "Regulation & Regulatory Governance", in David Levi-Faur, Handbook on the Politics of Regulation, Edward Elgar, Cheltenham, 2011, pp. 1-20.
8. ↑  Braithwaite, John, Cary Coglianese, and David Levi‐Faur. "Can regulation and governance make a difference?." Regulation & Governance 1.1 (2007): 1-7.
9. ↑  'Triumph, Deficit or Contestation? Deepening the 'Deepening Democracy' Debate' （页面存档备份，存于） Institute of Development Studies (IDS) Working Paper 264 July 2006.
10. ↑  Kooiman, J. Governing as Governance. Sage publications 2003. p170.
11. ↑  Sorensen, E. Metagovernance: The Changing Role of Politicians in Processes of Democratic Governance. American Review of Public Administration. Volume 36 2006, pp 98-114 (p 103).
12. ↑  Onyango, P & Jentoft, S. Assessing Poverty in small-scale fisheries in Lake Victoria, Tanzania.Fish and Fisheries. Volume 11 2010, pp 250-263 (p258).
13. ↑  Evans, J. Environmental Governance. Routledge 2012. p40.
14. ↑  Kooiman, J. Governing as Governance. Sage publications 2003. p 171.
15. ↑  World Bank, Managing Development - The Governance Dimension （页面存档备份，存于）, 1991, Washington D.C., p. 1
16. ↑  A Decade of Measuring the Quality of Governance （页面存档备份，存于）.
17. ↑  Bell, Stephen, 2002. Economic Governance and Institutional Dynamics, Oxford University Press, Melbourne, Australia.
18. ↑  This is a very widely cited definition, as in Applebaugh, J. (rapporteur), "Governance Working Group", power-point presentation, National Defense University and ISAF, 2010, slide 22 （页面存档备份，存于）.
19. ↑  .   [2014-08-09]. （原始内容存档于2015-02-24）.
20. ↑  .   [2014-08-09]. （原始内容存档于2013-12-20）.
21. ↑  .   [2014-08-09]. （原始内容存档于2014-08-23）.
22. ↑  . World Governance.
23. ↑  Empter, Stefan; Janning, Josef. . Stiftung, Bertelsmann  (编). . Gütersloh: Verlag Bertelsmann Stiftung. 2009. （原始内容存档于2011-07-19）.
24. ↑  Comfort, N. (1993) Brewer's Politics. A phrase and fable dictionary. London: Cassell.

## 治理方法與狀態
- 人治
- 法治
- 民治

## 另見
- 政治學
- 國家權力
- 政權